# تاتیانا هوفنر
تاتیانا هوفنر (آلمانی: Tatjana Hüfner؛ زادهٔ ۳۰ آوریل ۱۹۸۳) لژسوار اهل آلمان است.
وی در مسابقات کشوری و بین‌المللی در مجموع برندهٔ ۱۱ مدال طلا، ۸ مدال نقره، ۴ مدال برنز شده‌است.